# París-Tours 1969
La París-Tours 1969 fue la 63.ª edición de la clásica París-Tours. Se disputó el 29 de septiembre de 1969 y el vencedor final fue el belga Herman Van Springel del equipo Dr. Mann-Grundig, que se impuso en solitario.

## Clasificación general[1]
|    | Ciclista              | Equipo                           | Tiempo     |
| -- | --------------------- | -------------------------------- | ---------- |
| 1  | Herman Van Springel   | Dr. Mann-Grundig                 | 6h 38' 43" |
| 2  | Frans Verbeeck        | Geens - Diamant                  | a 28"      |
| 3  | Roger Jochmans        | Geens - Diamant                  | m.t.       |
| 4  | Georges Claes Jr.     |                                  | m.t.       |
| 5  | Fernand Hermie        | Pull Over Centrale-Tasmanie-Novy | m.t.       |
| 6  | Evert Dolman          | Willem II-Gazelle                | m.t.       |
| 7  | Georges Vanconingsloo | Peugeot-Michelin-BP              | m.t.       |
| 8  | Etienne Buysse        | Pull Over Centrale-Tasmanie-Novy | m.t.       |
| 9  | Ronald De Witte       | Dr. Mann-Grundig                 | m.t.       |
| 10 | Willy De Geest        | Pull Over Centrale-Tasmanie-Novy | m.t.       |